# Uniting Church in Australia

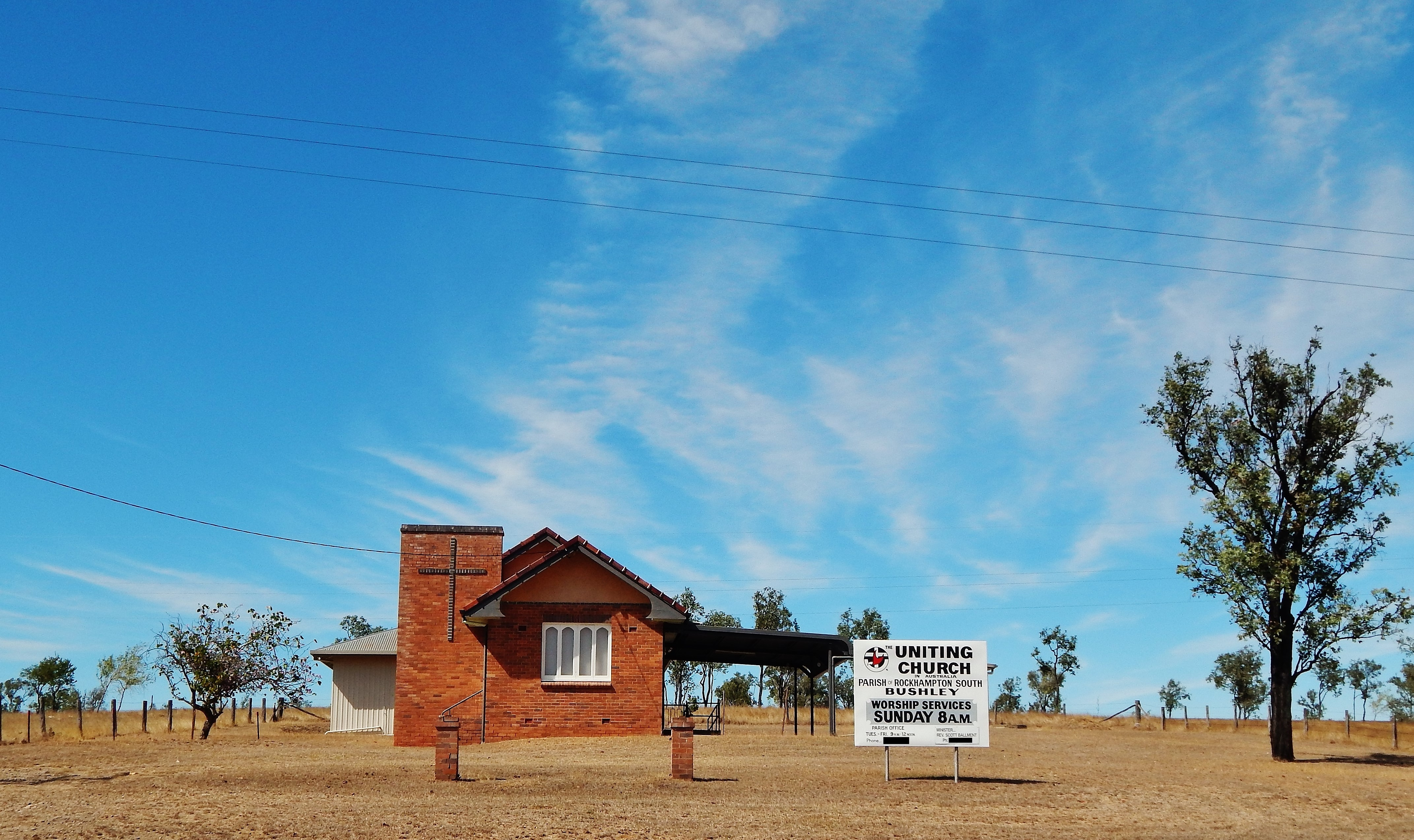
Die Uniting Church in Bushley, etwa 30 Kilometer südwestlich der australischen Regionalstadt Rockhampton, Queensland

Uniting Church in Australia (UCA) ist die drittgrößte christliche Glaubensgemeinschaft in Australien. Zu ihr gehören rund 243.000 Mitglieder in 2.500 Kirchengemeinden.
Die UCA entstand am 22. Juni 1977 durch einen Zusammenschluss von Gemeinden der Methodist Church of Australasia, der Presbyterian Church of Australia und der Congregational Union of Australia. Die Frauenordination und die Segnung gleichgeschlechtlicher Paare sind in der Uniting Church in Australia kirchenrechtlich erlaubt. Im Juli 2018 ermöglichte die UCA als erste christliche Kirche Australiens die religiöse Trauung gleichgeschlechtlicher Paare.

## Leitung

### Präsidenten
- Davis McCaughey (1977–1979)
- Winston O’Reilly (1979–1982)
- Rollie Busch (1982–1985)
- Ian Tanner (1985–1988)
- Ronald Wilson (1988–1991)
- Harold D’Arcy Wood (1991–1994)
- Jill Tabart (1994–1997)
- John E Mavor (1997–2000)
- James Haire (2000–2003)
- Dean Drayton (2003–2006)
- Gregor Henderson (2006–2009)
- Alistair Macrae (2009–heute)

### Generalsekretäre
- Winston O’Reilly (1977–1979)
- David Gill (1980–1989)
- Gregor Henderson (1989–2001)
- Terence Corkin (2001–heute)

### Bekannte Mitglieder
- Colin Barnett (*  1950)
- Frank Crean (1916–2008)
- Robert Evans (1937–2022)
- Scott Morrison (* 1968), seit 24. August 2018 Premierminister Australiens
- Keith Seaman (1920–2013)